# Hypsolebias fulminantis
Hypsolebias fulminantis, es una especie de pez actinopeterigio de agua dulce, de la familia de los rivulines.
Con el cuerpo muy colorido y una la longitud máxima descrita fue de 6 cm.

## Distribución y hábitat
Se distribuye por ríos de América del Sur, por el tramo medio de la cuenca fluvial del río São Francisco, en Brasil. Son peces de agua dulce tropical, de comportamiento bentopelágico.